# Lycoderes amazonica
Lycoderes amazonica är en insektsart som beskrevs av Albino Morimasa Sakakibara 1991. Lycoderes amazonica ingår i släktet Lycoderes och familjen hornstritar. Inga underarter finns listade i Catalogue of Life.